# Arterie bronchiali
Le arterie bronchiali sono le arterie deputate alla nutrizione dei polmoni. Presentano variazioni in numero e origine; solitamente se ne presentano una per il polmone destro e due per il polmone di sinistra.
- Arteria bronchiale di destra: non origina direttamente dall'aorta toracica ma può nascere o dalla terza arteria intercostale posteriore o dalla bronchiale superiore di sinistra. Decorrendo posteriormente al bronco ne segue il tragitto, suddividendosi assieme ad esso nelle diramazioni bronchiali. Vascolarizza l'albero bronchiale, il connettivo interstiziale del polmone, la pleura viscerale, la parete dei vasi polmonari, i linfonodi bronchiali e distribuisce qualche ramo anche all'esofago e al pericardio.
- Arterie bronchiali di sinistra: si dividono in una superiore e in una inferiore e prendono origine direttamente dall'aorta toracica a livello della quarta vertebra toracica. Si dirigono subito dietro il bronco di sinistra e hanno distribuzione analoga all'arteria di destra.